# أرتشواي (لندن)
أرتشواي هو حي داخلي في لندن، ويشكل جزءًا من إزلنغتون. يقع على بعد 3.8 ميل (6 كم) إلى الشمال من تشارينغ كروس، تم تحديده كمركز حي في خطة لندن. يقع على الطريق السريع A1 في لندن ويُعرف باسم معلم محلي سابق، جسر أرتشواي المرتفع ذو القوس الواحد. يحتوي الحي على مركز تجاري حديث، ومحطة أرتشواي لقطار الأنفاق. 

## أعلام
- تيري ديكسون
- لوري كننغهام
- إيلي روسيل
- ريغي ييتس
- سيد لوي